# Elatine paramoana
Elatine paramoana är en slamkrypeväxtart som beskrevs av U. Schmidt-mumm och H.Y. Bernal. Elatine paramoana ingår i släktet slamkrypor, och familjen slamkrypeväxter. Inga underarter finns listade i Catalogue of Life.